# Jemma Lowe
Jemma Louise Lowe (née le 31 mars 1990 à Hartlepool en Angleterre) est une nageuse britannique spécialiste des épreuves de papillon.

## Biographie
Jemma Lowe obtient sa première médaille dans une compétition internationale lors des championnats d'Europe de natation 2008 disputés à Eindhoven. Il s'agit de l'or en relais 4 × 100 mètres quatre nages. Alignée ensuite aux championnats du monde de natation en petit bassin 2008 disputés à Manchester, elle remporte le bronze lors du 100 mètres papillon et en relais 4 × 100 mètres quatre nages. En août elle participe aux Jeux olympiques de Pékin. Sixième du 100 mètres papillon et neuvième du 200 mètres papillon, elle termine au pied du podium en relais 4 × 100 mètres quatre nages. En fin d'année, elle obtient la médaille de bronze du 200 mètres papillon des Championnats d'Europe en petit bassin.
En décembre 2010, Jemma Lowe obtient l'argent du 200 mètres papillon des Championnats du monde en petit bassin.

## Palmarès

### Jeux olympiques
| Épreuve / Édition | Pékin 2008                              | Londres 2012                      |
| 100 m papillon    | 6e 58 s 06                              | -                                 |
| 200 m papillon    | 9e temps des demi-finales 2 min 07 s 87 | 6e 2 min 06 s 80                  |
| 4 × 100 m 4 nages | 4e 3 min 57 s 50                        | 8e participe seulement aux séries |

### Championnats du monde
- Championnats du monde en petit bassin 2008 à Manchester (Royaume-Uni) :
  -  Médaille de bronze du 100 m papillon.
  -  Médaille de bronze du relais 4 × 100 m 4 nages.
- Championnats du monde en petit bassin 2010 à Dubaï (Émirats arabes unis) :
  -  Médaille d'argent du 200 m papillon.
- Championnats du monde en petit bassin 2012 à Istanbul (Turquie) :
  -  Médaille de bronze du 100 m papillon.
  -  Médaille de bronze du 200 m papillon.

### Championnats d'Europe

#### En grand bassin
- Championnats d'Europe 2008 à Eindhoven (Pays-Bas) :
  -  Médaille d'or du relais 4 × 100 m 4 nages.
- Championnats d'Europe 2014 à Berlin (Allemagne) :
  -  Médaille d'or du relais 4 × 100 m 4 nages mixte.
  -  Médaille de bronze du relais 4 × 100 m 4 nages.

#### En petit bassin
- Championnats d'Europe 2008 à Rijeka (Croatie) :
  -  Médaille de bronze du 200 m papillon.
- Championnats d'Europe 2011 à Szczecin (Pologne) :
  -  Médaille d'argent du 100 m papillon.
  -  Médaille d'argent du 200 m papillon.
- Championnats d'Europe 2013 à Herning (Danemark) :
  -  Médaille d'argent du 100 m papillon.
  -  Médaille de bronze du 200 m papillon.

## Records

### Records personnels
Ces tableaux détaillent les records personnels de Jemma Lowe.
| Épreuve        | Temps        | Compétition                          | Lieu                   | Date       |
| 100 m papillon | 57 s 43      | Championnats de Grande-Bretagne 2011 | Sheffield, Royaume-Uni | 14/07/2011 |
| 200 m papillon | 2 min 5 s 36 | Championnats de Grande-Bretagne 2011 | Sheffield, Royaume-Uni | 17/07/2011 |

| Épreuve        | Temps        | Compétition                | Lieu              | Date       |
| 100 m papillon | 56 s 32      | Championnats d'Europe 2013 | Herning, Danemark | 15/12/2013 |
| 200 m papillon | 2 min 3 s 19 | Championnats du monde 2012 | Istanbul, Turquie | 12/12/2012 |